# 崔道成
崔 道成（さい どうせい）は中国の小説で四大奇書の一つである『水滸伝』の登場人物。第6回に登場する。

## 生涯
姓は崔、法名は道成。あだなは生鉄仏（せいてつぶつ）。雲水とは名ばかりの山賊で、手下の丘小乙を引き連れ瓦灌寺を乗っ取り、境内の仏像を壊し僧侶たちを追い出すなどの狼藉を繰り返した。寺はまたたく間に廃れ、体の不自由な老僧が数名残るだけとなった。
そこに、お斎（おとき、食事）を求め寺に立ち寄った魯智深が老僧達から話を聞き崔道成に詰め寄る。この時、女をはべらせ酒と肉をあおっていた道成は武器を持っていなかったため、「悪いのは老僧たちの方です」と嘘を並べ魯智深を追い返す。すぐに嘘がばれ踵を返した魯智深に襲われるが、崔道成は追い返した隙に用意した武器で応戦、そこに丘小乙が助太刀する。崔道成らは長旅の疲労に加え空腹だった魯智深を次第に追い詰め、寺から退散させた。
寺から追い払われた魯智深は偶然通りかかった史進と再会、史進の持っていた食糧で腹ごしらえをした後、共に寺へと向かう。崔道成は笑って迎え撃つが、飢えが癒された魯智深には敵わず防戦一方となり、最期は禅杖の餌食となる。
崔道成の手から解き放たれた瓦灌寺であったが、魯智深の敗走を見た老僧らは崔道成らの報復を恐れ縊死、女は井戸に身を投げてしまった。魯智深らは寺内にあった衣服・金子などをもちだし酒と肉を平らげた後、寺を焼き払い去っていった。

## 手下
丘 小乙（きゅう しょういつ）。あだなは飛天夜叉（ひてんやしゃ）。半俗半僧の道人として崔道成と行動を共にした。崔道成が殺されるのを見た丘小乙は敵わずとして逃走を図るも史進に斬り殺される。崔道成と丘小乙の死体は縄で一括りにされ、谷川へと棄てられてしまった。